# Tjälamark
Tjälamark är en liten gles radby i Umeå kommun i Tväråns dalgång vid länsväg 363, 8 kilometer nordväst om Umeå centrum. 
Byn rymde tidigare av ett antal jordbruk, men numera finns endast ett verksamt. Intill Tjälamark ligger Hamptjärnsstugan, på Hamptjärnsberget, som ägs av Friluftsfrämjandet och är ett populärt utflyktsmål för såväl barnfamiljer som för de som vill utöva längdskidåkning i spåren runt berget.

## Historia
I 1543 års jordabok hade byn fyra bönder och vid laga skifte 1859-1862 fanns det ett tiotal markägare, där bland annat bönder i Baggböle, Grubbe och Västerhiske ägde mark i byn. På 1960-talet exproprierades marken och ett antal gårdar i Östra Tjälamark i och med att Västerbottens regemente behövde ett större övningsfält.